# Девиер, Пётр Антонович
Граф Пётр Анто́нович Девие́р (1710—1773) — генерал-аншеф русской императорской армии, фаворит Петра III. Старший сын А. М. Девиера, племянник А. Д. Меншикова.

## Биография
Родился в 1710 году. В 1722 году был записан на службу, в 1724 году был назначен камер-пажом к царевне Анне Петровне, супруге герцога Голштинского Карла-Фридриха. В 1727 году сопровождал её при отъезде из Петербурга в Киль. После смерти Анны Петровны в 1728 году стал офицером голштинской артиллерии, затем камер-юнкером герцога. В 1737 году вернулся в Россию и был принят на службу в чине поручика.
С 1742 года — капитан, с 1744 — камергер, с 1747 бригадир в ландмилиции. В 1752 году произведён в генерал-майоры, в 1755 — в генерал-лейтенанты.
Пётр III, ценивший службу Девиера своим родителям, в один день, 9 февраля 1762 года, даровал ему ордена Святой Анны, Святого Александра Невского и Андрея Первозванного, и возвёл в генерал-аншефы.
В день екатерининского переворота 28 июня 1762 года граф Девиер был послан Петром III в Кронштадт, чтобы заручиться поддержкой гарнизона, но, прибыв в крепость, сразу же сдался посланцу Екатерины II адмиралу И. Л. Талызину и присягнул императрице. Через год (30.04.1764) отправлен в отставку, согласно отчёту военной комиссии, «понеже он в поле не только генералитетским чином да и штатским никогда не командировал». Тем не менее, при выходе в отставку 30 апреля 1763 года он был аттестован как «честный, верный, послушный, храбрый солдат и искусный офицер». Пётр Девиер удалился в одно из своих имений, село Борисовка в Валуйском уезде Воронежской губернии (совр. Волоконовский район Белгородской обл.), где и умер в 1773 году.
Как и в случае с отпрысками других любимцев Петра III, подвергшихся опале, семья Девиера при Екатерине не раз подвергалась судебному преследованию и со временем впала в бедность. По словам П. В. Долгорукова, Девиеры имели репутацию «главных руководителей разбоя в Харьковской и Воронежской губерниях». Особенно прославились своими бесчинствами и грабежами средний сын Михаил Петрович и младший Борис Петрович Девиеры. Делом последнего занимался, в частности, Г. Р. Державин.

## Потомство
У П. А. Девиера было четыре сына и четыре дочери:

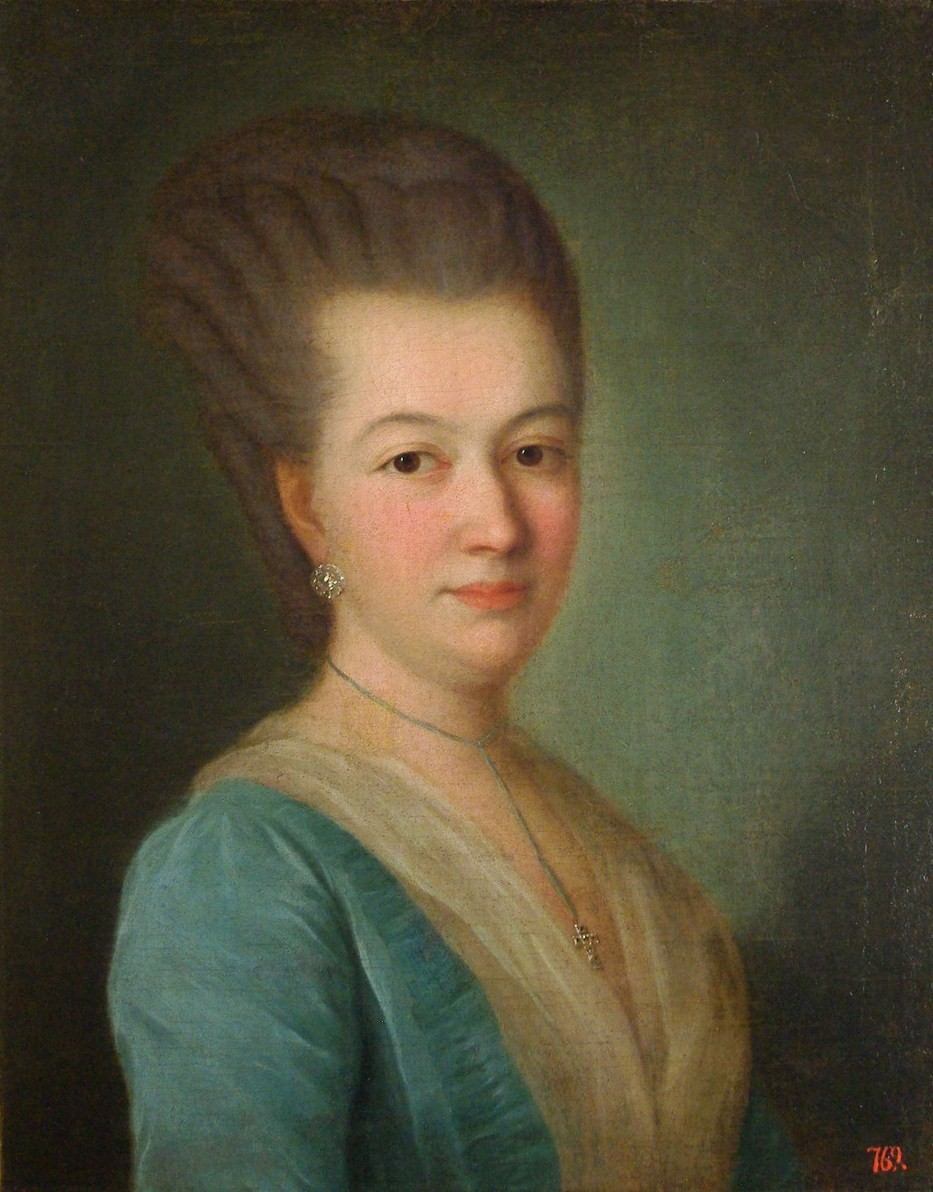
Екатерина Петровна Чичерина

- Николай, отставной корнет; женат на дочери капитан-поручика Марии Михайловне Сабуровой.
- Михаил, подполковник, в 1768 г. женился на Софье Адамовне Олсуфьевой (1753—1786); за двоежёнство[3], блуд, разбой отлучён от церкви; выведен графом Салиасом в повести «Донские гишпанцы».
- Пётр, капитан; был женат на Екатерине Николаевне Пашковой и Анне Михайловне Змиевой.
- Борис, секунд-майор, за «многие злодейства» лишён титула и сослан в 1798 г. на нерчинскую каторгу; в браке с Ульяной Андреевной Горленко оставил потомство.
- Екатерина, жена бригадира Александра Денисовича Чичерина (ум. 1786); у них сын Пётр.
- Анастасия (1752—1832), жена харьковского помещика Александра Андревича Дунина (ум. 1783, коллежский советник), похоронена в Куряжском монастыре.
- Елизавета (1754—1829), жена статского советника Петра Матвеевича Хераскова (ум. 1796, брат стихотворца); у них дочь Александра.
- Варвара, замужем не была, унаследовала после отца 90 душ.